# Клетенберг
Клетенберг (на немски: Klettenberg; Clettenberg) е част от общината Хоенщайн в Харц, Тюрингия, Германия 	с 414 жители (към 31 декември 2009).
От 18 октомври 1996 г. Клетенберг е в състава на общината Хоенщайн.
Замъкът Клетенберг започва да се строи през 1078 г. и през 1187 г. е архивиран. Така се създава графството Клетенберг.
Църквата Св. Николай е построена през 1647 г. като дворцова капела и е осветена през 1706 г.